# 71
| [ Edytuj tabelę ] |                         |
| Cesarz Chin       | - 57 Han Mingdi 75      |
| Władca Korei      | - 53 T’aejodae 146      |
| Król Nabatei      | - 70 Rabel II Soter 106 |
| Papież            | - 67 Linus 79           |
| Król Partów       | - 51 Wologazes I 78     |
| Cesarz Rzymu      | - 69 Wespazjan 79       |

Rok 71 / LXXI
stulecia: I wiek p.n.e. ~
I wiek ~
II wiek

lata: 61 «
66 «
67 «
68 «
69 «
70 «
71
» 72
» 73
» 74
» 75
» 76
» 81

## Wydarzenia
- Azja
  - Tytus wrócił do Judei i rozpoczął współrządzenie państwem
- Europa
  - Wespazjan wygnał z Rzymu filozofów i astrologów